# Неопределённая слава
«Неопределённая слава» (исп. Incierta gloria, кат. Incerta glòria) Неопределённая слава — испанский драматический фильм 2017 года испанского режиссёра Агусти Вильяронги по одноимённому роману каталаноязычного испанского писателя Жоана Салеса. Фильм переведён на русский язык в 2018 году.

## Сюжет
События разворачиваются на фоне Гражданской войны в Испании. 1937 год. Молодой лейтенант и республиканец по взглядам Льюис Салес прибывает в глухое местечко, на отдалённый блокпост. Льюис, честный и порядочный человек, у него в Барселоне есть невеста и сын, он учился на адвоката, и вся эта военная ересь ему не по душе. В посёлке он знакомится с загадочной женщиной — Карланой и влюбляется в неё. Но события показаны не только с точки зрения Льюиса, но и от лица его невесты Трини и лучшего друга Жули, людей с разными интересами, устремлениями и жизнью. Принципы Льюиса и его отношения с близкими людьми проходят испытание временем, ведь Карлана — женщина, которая готова на всё, чтобы остаться в живых и сохранить жизнь своим детям.

## В ролях
- Марсель Боррас (Льюис Салес)
- Нурия Примс (Карлана Оливелья),
- Ориол Пла (Жули Солерас),
- Бруна Кузи (Трини Милмань),
- Луиса Гаваса (Олегария),
- Хуан Диего (Кагорсио, отец Карланы),
- Жорди Идальга (Фермин),
- Даниэль и Марк Каньеро (Рамонет),
- Тереле Павес (жена мельника),
- Фернандо Эстесо (мельник) и др.